# Christopher Moore
Christopher Moore (Toledo, Ohio, n. 1957) es un escritor estadounidense de fantasía cómica. Su padre fue policía, y su madre trabajó como vendedora de electrodomésticos en un centro comercial. Se crio en Mansfield, Ohio donde empezó a escribir a la edad de 12 años, y con 19 se trasladó a California donde vivió hasta 2003. Estudió en la Ohio State University y en el Brooks Institute of Photography en Santa Bárbara (California). Trabajó como vendedor de seguros, camarero, fotógrafo, periodista, obrero en la fábrica de cerámica religiosa (motivos de Navidad) y hasta de DJ.
Sus novelas suelen mostrar a personajes normales que se ven envueltos en circunstancias sobrenaturales o extraordinarias. Heredando el humanismo de John Steinbeck y el sentido del absurdo de Kurt Vonnegut, Moore se ha convertido en un admirado autor de best-sellers.
Según su entrevista con Writer's Digest en junio de 2007, los derechos para el cine de su primera novela, La Comedia del Diablo (1992), fueron adquiridos por Disney, incluso antes de que el libro fuera publicado. Sin embargo, la adaptación de las novelas de Moore en películas está lejos de ser cumplida, ya que, durante el tour promocional de ¡Chúpate Esa! (2007), como respuesta a las numerosas preguntas de los fanes, Moore respondió que todos sus libros han sido propuestos para hacer películas, o sus derechos comprados, pero que ninguno de ellos "corre de momento el riesgo de ser transformado en película".
En junio de 2006, Moore se trasladó a vivir a San Francisco, California, tras residir unos años en la isla de Kauai (Hawái).

## Novelas
La información de los títulos marcados con un asterisco (*) corresponde a la edición en inglés, ya que no han sido traducidos al español.
- La Comedia del Diablo (Practical Demonkeeping) Grijalbo (1993) ISBN 84-253-2526-9

- Coyote Blue* (1994) Simon & Schuster ISBN 0-06-073543-0

- ¡Chúpate Esa! (You Suck: A Love Story) La Factoría de Ideas (2007) ISBN 978-84-9800-411-3

- El Ángel Más Tonto del Mundo  (The Stupidest Angel: A Heartwarming Tale of Christmas Terror) La Factoría de Ideas (2004) ISBN 978-84-9800-278-2

- Un Trabajo Muy Sucio (A Dirty Job) La Factoría de Ideas (2006) ISBN 978-84-9800-351-2

- La Sanguijuela de Mi Niña (Bloodsucking Fiends: A Love Story) La Factoría de Ideas (2009) ISBN 978-84-9800-514-1

- El bufón (Fool) Ediciones B  (2009) ISBN 978-84-6663-219-5

- Cordero, el evangelio según el mejor amigo de la infancia de Jesucristo (Lamb: The Gospel According to Biff, Christ's Childhood Pal) (2010) La Factoría de Ideas ISBN 978-84-9800-600-1

- ¡Muérdeme! (Bite Me: A Love Story) La Factoría de Ideas (2011) ISBN 978-84-9800-667-4

- Aleta (Fluke, or, I Know Why the Winged Whale Sings) La Factoría de Ideas (2012) ISBN 978-84-9800-819-7

- Azul: una comedia del arte (Sacré Bleu: A comedy d´art) La Factoría de Ideas (2012) ISBN 978-84-4500-060-1

- Un Lío de Mil Demonios (Practical Demonkeeping) La Factoría de Ideas (2013) ISBN 978-84-4500-131-8

- La Isla de la Monja del Amor (Island of the Sequined Love Nun) La Factoría de Ideas (2013) ISBN 978-84-4500-131-8

- El Monstruo que Amaba las Gasolineras (The Lust Lizard of Melancholy Cove) La Factoría de Ideas (2014) ISBN 978-84-4500-193-6

- The Serpent of Venice* (2014) HarperCollins ISBN 0-06-177976-8

- "Almas de segunda mano" (2017) Lince Ediciones ISBN: 9788415070764

## Historias Cortas
- Our Lady of the Fishnet Stockings" (1987) (en inglés)

- "Cat's Karma"(1987) (en inglés)

## Otros trabajos
- The Griff (2001), una novela gráfica escrita por Moore e Ian Corson. ( en inglés)